# Carlo Stuparich
Carlo Stuparich (Trieste, 3 agosto 1894 – Monte Cengio, 30 maggio 1916) è stato uno scrittore e patriota italiano.
Fratello minore del più noto scrittore triestino Giani, scrisse una sola opera, Cose ed Ombre di uno, e fu considerato da molti critici una promessa della letteratura italiana, se non fosse scomparso prematuramente. Durante la prima guerra mondiale fu decorato con la Medaglia d'oro al valor militare alla memoria.

## Biografia
Nacque a Trieste, all'epoca ancora parte dell'Impero austro-ungarico, il 3 agosto 1894 figlio di Marco, originario di Lussino, e di Gisella Gentilli, triestina. 
Terminati gli studi primari e secondari nella città natale, Carlo si iscrisse nel 1913 all'Istituto di Studi Superiori di Firenze, raggiungendo il fratello Giani Stuparich e l'amico Scipio Slataper,  e partecipando al movimento e alla rivista La Voce di Prezzolini.
Irredentista, partì volontario per combattere nella prima guerra mondiale assieme al fratello Giani e all'amico Scipio Slataper, arruolandosi nel 1º Reggimento granatieri del Regio Esercito. Il 2 giugno 1915, dopo aver cambiato sui documenti il suo cognome da Stuparich a Sartori, partì con il suo reparto da Roma per raggiungere Monfalcone, in zona d'operazioni.
Nel maggio 1916 i due fratelli Stuparich partirono con il loro reparto per la Val Sillà sul Monte Cengio (Altopiano di Asiago), non lontano da Tonezza del Cimone posta sul crinale opposto, per prendere parte al tentativo di respingere l'attacco lanciato dal Capo di Stato maggiore austro-ungarico, generale Franz Conrad von Hötzendorf contro le linee tenute dai reparti della 1ª Armata italiana. L'offensiva fu lanciata il 15 maggio, raggiungendo l'Altopiano di Asiago il giorno 20. Il 21 maggio, dopo un intensissimo bombardamento d'artiglieria gli austro-ungarici tentarono di scendere nella conca attraverso la Val d'Assa, e in quello stesso giorno il comando italiano emanò l'ordine di ripiegamento generale. Al comando del 3º plotone egli rimase isolato vicino al forte Corbin. Il giorno 29 gli austro-ungarici, superiori per numero e armi, occuparono la vicina Punta Corbin, e la mattina del giorno 30 egli fu tra i soldati che tentarono la sua riconquista ma dopo 4 ore di battaglia il suo plotone venne annientato. Dopo aver perduto tutti i suoi uomini, si tolse la vita per non cadere nelle mani del nemico.
Riposa nel cimitero monumentale di Sant'Anna a Trieste, accanto al fratello Giani.
Il 23 marzo del 1919, alla memoria del sottotenente Carlo Stuparich del 1º Reggimento "Granatieri di Sardegna" del XCII battaglione M.T. venne conferita la Medaglia d'oro al valor militare. In sua memoria venne intitolato uno dei 41 cimiteri di guerra dell'Altopiano dei Sette Comuni.
(Giani Stuparich)

## Pubblicazioni
Nel 1919 la casa editrice La Voce pubblicò postumo Cose e ombre di uno, raccolta di pensieri, poesie e lettere, con una presentazione di Giani Stuparich. Il volume fu ristampato più volte: (Milano, Treves, 1933; Caltanissetta-Roma, Salvatore Sciascia, 1968, con una nuova presentazione di Giani Stuparich e un'appendice di inediti; Trieste, Istituto Giuliano di Storia, Cultura e Documentazione, 2001, con prefazione di Fulvio Salimbeni; Empoli, Ibiskos, 2006, con un'introduzione di Enrico Nistri). 
Nel libro  la strada di Podestaria  a cura di Giuseppe Sandrini (Verona, Alba Pratalia 2005) sono state pubblicate diciotto lettere scritte al fratello Giani, quando i due Stuparich vennero comandati in due diverse località. 
Oltre il racconto La strada di Podestaria scritto da Giani Stuparich, lo scrittore triestino dedicherà al fratello Carlo il libro: Colloqui con mio fratello (Treves, Milano 1925).
La città di Milano gli ha dedicato un piazzale e a Roma c'è una strada con il suo nome; nella sua città natale, invece, si trova un istituto comprensivo in sua memoria, comprendente scuola materna, elementare (che però prende il nome di Giotti) e secondaria di primo grado. Gli sono state intitolate vie anche a Roana, Mestre, Aviano, Genova. A Vicenza una via è intitolata ai due fratelli Stuparich.

## Onorificenze

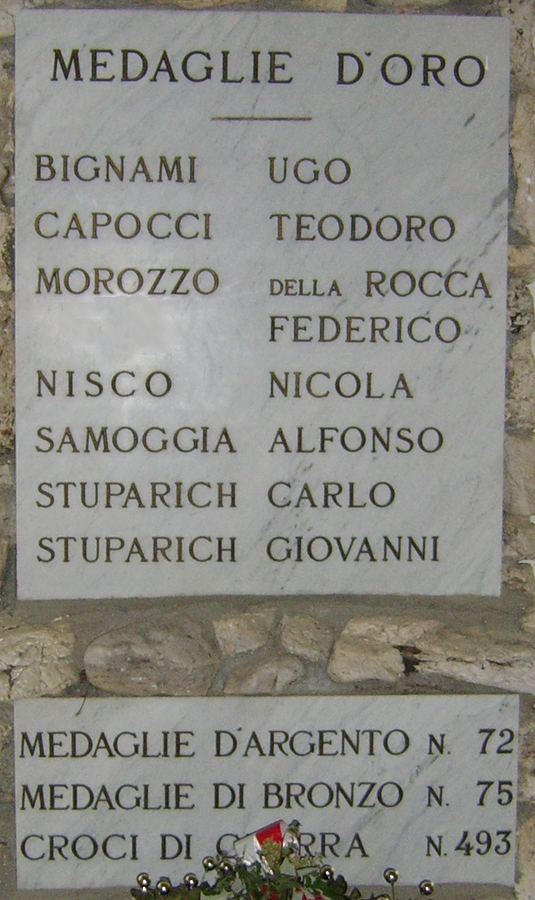
Lapide indicante le onorificenze concesse ai soldati che combatterono sul Monte Cengio

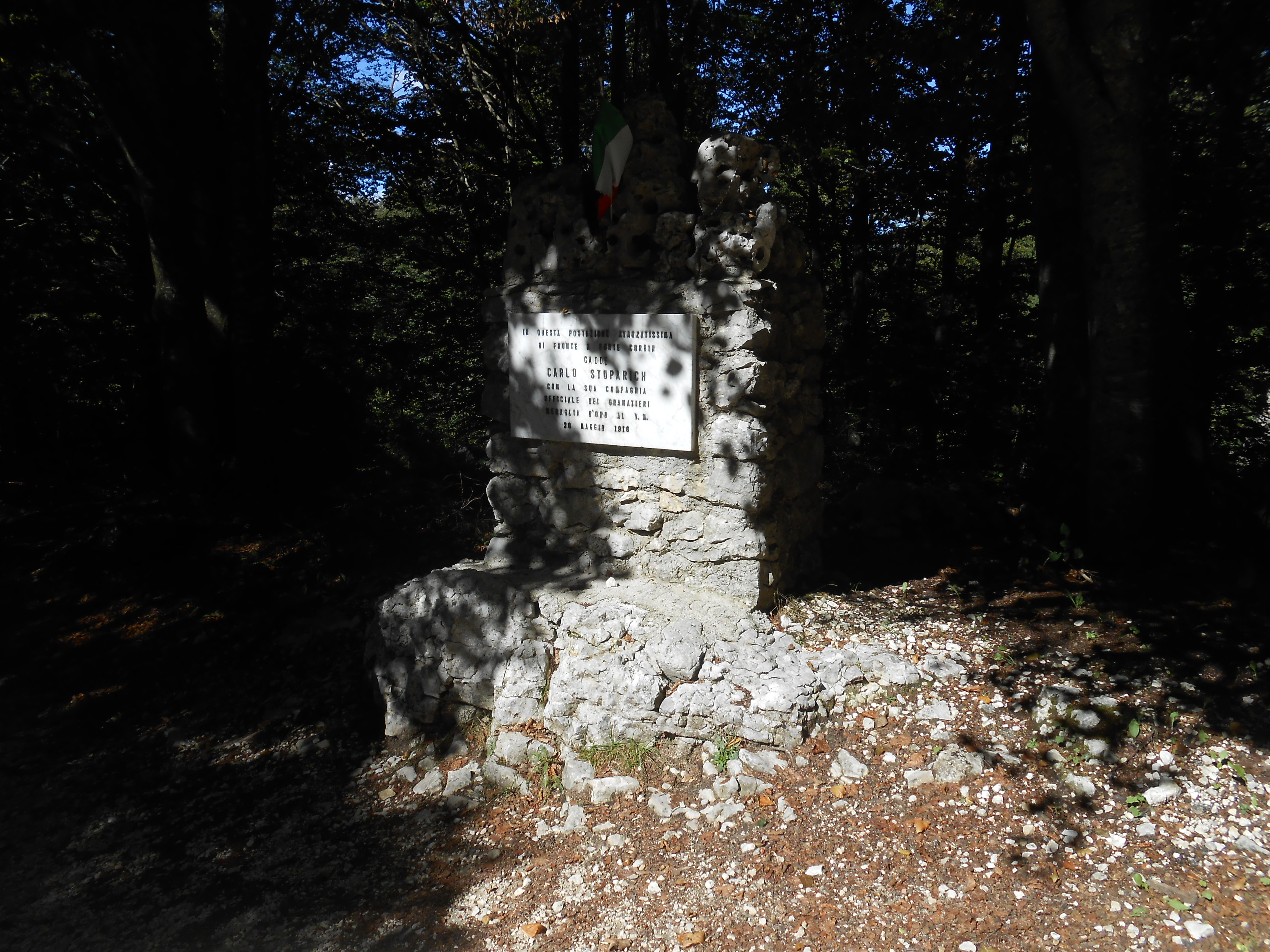
In memoria di Carlo Stuparich vicino a Forte Corbin